# 마운트
마운트(mount)는 컴퓨터 과학에서 저장 장치에 접근할 수 있는 경로를 디렉터리 구조에 편입시키는 작업을 말한다. 좁은 의미로는 유닉스 계열의 운영 체제에서의 mount 명령어 또는 그 명령어를 사용하는 것을 말한다. mount 명령어를 사용하면 저장 장치의 접근 경로를 원하는 위치에 생성할 수 있다. 마운트를 이용하면 분산 파일 시스템으로 확장하기가 용이하다. 사용자는 마운트된 미디어의 파일들에만 접근이 가능하다.
일반적으로 마운트 프로세스에는 운영 체제가 저장 매체에 대한 액세스 권한을 획득하는 단계, 파일 시스템 구조와 메타데이터를 VFS(가상 파일 시스템) 구성 요소에 등록하기 전에 인식하고 읽고 처리한다.
새로 마운트된 매체가 등록된 VFS의 위치를 "마운트 지점"이라고 한다. 마운트 프로세스가 완료되면 사용자는 그곳에서 매체에 있는 파일과 디렉터리에 액세스할 수 있다.
마운트의 반대 프로세스를 마운트 해제(unmounting)라고 한다. 운영 체제는 마운트 지점의 파일 및 디렉터리에 대한 모든 사용자 액세스를 차단하고, 사용자 데이터의 나머지 대기열을 저장 장치에 쓰고, 파일 시스템 메타데이터를 새로 고친 다음, 마운트 지점에 대한 액세스를 포기한다. 제거해도 저장 장치를 안전하게 만든다.
일반적으로 컴퓨터가 종료되면 마운트된 모든 저장 장치는 대기 중인 모든 데이터가 기록되었는지 확인하고 미디어에서 파일 시스템 구조의 무결성을 유지하기 위해 마운트 해제 프로세스를 거치게 된다.

## 같이 보기
- 디스크 이미지
- mount (유닉스)